# 룬 팩토리
《룬 팩토리》는 일본 개발자 하시모토 요시후미가 제작하고 일본 회사 마벨러스가 주로 전담해 배급하는 일련의 판타지 육성 시뮬레이션 게임 시리즈이다. 본래 마벨러스의 《목장이야기》 시리즈의 외전작으로 시작했으나, 두 번째 게임부터 '목장이야기'과의 연관성을 제거하고 고유의 시리즈로 진화했다. 2013년부터 네버랜드의 파산 후 하시모토가 설립한 회사 하카마가 개발하고 있다.

## 작품
| 2006 | 룬 팩토리: 신 목장이야기 |
| 2007 |                          |
| 2008 | 룬 팩토리 2              |
| 2008 | 룬 팩토리 프론티어       |
| 2009 | 룬 팩토리 3              |
| 2010 |                          |
| 2011 | 룬 팩토리 오션즈         |
| 2012 | 룬 팩토리 4              |
| 2013 |                          |
| 2014 |                          |
| 2015 |                          |
| 2016 |                          |
| 2017 |                          |
| 2018 |                          |
| 2019 | 룬 팩토리 4 스페셜       |
| 2020 |                          |
| 2021 | 룬 팩토리 5              |

《룬 팩토리》는 같은 공유 세계관의 일곱 작품으로 구성됐다. 각 게임마다 고유의 출연진, 무대 및 이야기가 존재한다. 2021년 기준으로 5개의 본편 게임, 1개의 리메이크, 2개의 외전 게임들이 있다.

### 본편
- 《룬 팩토리: 신 목장이야기》 (2006)

시리즈 첫 번째 작품으로, 일본에서 2006년 8월 24일 닌텐도 DS용으로 처음 출시됐다.
- 《룬 팩토리 2》 (2008)
- 《룬 팩토리 3》 (2009)
- 《룬 팩토리 4》 (2012)
  - 《룬 팩토리 4 스페셜》 (2019)
- 《룬 팩토리 5》 (2021)

### 기타 매체
시리즈 일부 작품의 경우 만화판이 발매됐다. 첫 번째 게임의 경우 64쪽짜리 만화판이 예약특전으로 수록됐다.

## 같이 보기
- 《이노센트 라이프: 신 목장이야기》 – 2006년 비디오 게임, 마찬가지로 《목장이야기》 시리즈의 외전으로서 출시.

## 참조

### 내용주
1. ↑  영어: Rune Factory, 일본어: ルーンファクトリー